# 2015–2016-os UEFA-bajnokok ligája (egyenes kieséses szakasz)
A 2015–2016-os UEFA-bajnokok ligája egyenes kieséses szakasza 2016. február 16-án kezdődik, és május 28-án ér véget a milánói San Siro stadionban rendezett döntővel. Az egyenes kieséses szakaszban az a tizenhat csapat vesz részt, amelyek a csoportkör során a saját csoportjuk első két helyének valamelyikén végeznek.

## Lebonyolítás
A döntő kivételével mindegyik mérkőzés oda-visszavágós rendszerben zajlott. A két találkozó végén az összesítésben jobbnak bizonyuló csapatok jutottak tovább a következő körbe. Ha az összesítésnél az eredmény döntetlen volt, akkor az idegenben több gólt szerző csapat jutott tovább. Amennyiben az idegenben lőtt gólok száma is azonos volt, akkor 30 perces hosszabbítást rendeztek a visszavágó rendes játékidejének lejárta után. Ha a 2x15 perces hosszabbításban gólt/gólokat szerzett mindkét együttes, és az összesített állás egyenlő volt, akkor a vendég csapat jutott tovább idegenben szerzett góllal/gólokkal. Gólnélküli hosszabbítás esetén büntetőpárbajra került sor. A döntőt egy mérkőzés keretében rendezték meg.
A nyolcaddöntők sorsolásakor figyelembe vették, hogy minden párosításnál egy csoportgyőztes és egy másik csoport csoportmásodika mérkőzzön egymással. Az egyetlen korlátozás a sorsoláskor, hogy a nyolcaddöntőkben azonos nemzetű együttesek, illetve az azonos csoportból továbbjutó csapatok nem szerepelhettek egymás ellen. A negyeddöntőktől kezdődően ez a korlátozás nem volt érvényben. A döntőt egy mérkőzés keretében rendezték meg.

## Továbbjutott csapatok
| Színmagyarázat     |
| ------------------ |
| Kiemelt csapat     |
| Nem kiemelt csapat |

| Csoport   | Csoportelső        | Csoportmásodik      |
| --------- | ------------------ | ------------------- |
| A csoport | Real Madrid        | Paris Saint-Germain |
| B csoport | VfL Wolfsburg      | PSV Eindhoven       |
| C csoport | Atlético de Madrid | Benfica             |
| D csoport | Manchester City    | Juventus            |
| E csoport | FC Barcelona       | AS Roma             |
| F csoport | Bayern München     | Arsenal             |
| G csoport | Chelsea            | Dinamo Kijiv        |
| H csoport | Zenyit             | KAA Gent            |

## Nyolcaddöntők
A nyolcaddöntők sorsolását 2015. december 14-én tartották. Az első mérkőzéseket 2016. február 16. és 24. között, a visszavágókat március 8. és 16. között játsszák.

| 1. csapat           | Össz.Tooltip Aggregate score | 2. csapat          | 1. mérk. | 2. mérk.   |
| ------------------- | ---------------------------- | ------------------ | -------- | ---------- |
| KAA Gent            | 2–4                          | VfL Wolfsburg      | 2–3      | 0–1        |
| AS Roma             | 0–4                          | Real Madrid        | 0–2      | 0–2        |
| Paris Saint-Germain | 4–2                          | Chelsea            | 2–1      | 2–1        |
| Arsenal             | 1–5                          | FC Barcelona       | 0–2      | 1–3        |
| Juventus            | 4–6                          | Bayern München     | 2–2      | 2–4 (h.u.) |
| PSV Eindhoven       | 0–0 (t. 7–8)                 | Atlético de Madrid | 0–0      | 0–0 (h.u.) |
| Benfica             | 3–1                          | Zenyit             | 1–0      | 2–1        |
| Dinamo Kijiv        | 1–3                          | Manchester City    | 1–3      | 0–0        |

### 1. mérkőzések
| 2016. február 16. 20:45 |

| Paris Saint-Germain        | 2–1               | Chelsea     |
| -------------------------- | ----------------- | ----------- |
| Ibrahimović 39' Cavani 78' | (1–1) Jegyzőkönyv | Mikel 45+1' |

| Parc des Princes, Párizs Játékvezető: Carlos Velasco Carballo (spanyol) |

| 2016. február 16. 20:45 |

| Benfica     | 1–0               | Zenyit            |
| ----------- | ----------------- | ----------------- |
| Jonas 90+1' | (0–0) Jegyzőkönyv | Criscito 67′, 90′ |

| Estádio da Luz, Lisszabon Játékvezető: Gianluca Rocchi (olasz) |

| 2016. február 17. 20:45 |

| KAA Gent               | 2–3               | VfL Wolfsburg             |
| ---------------------- | ----------------- | ------------------------- |
| Kums 80' Coulibaly 89' | (0–1) Jegyzőkönyv | Draxler 44' 54' Kruse 60' |

| Ghelamco Arena, Gent Játékvezető: Svein Oddvar Møen (norvég) |

| 2016. február 17. 20:45 |

| AS Roma | 0–2               | Real Madrid          |
| ------- | ----------------- | -------------------- |
|         | (0–0) Jegyzőkönyv | Ronaldo 57' Jesé 86' |

| Stadio Olimpico, Róma Játékvezető: Pavel Královec (cseh) |

| 2016. február 23. 20:45 |

| Arsenal | 0–2               | FC Barcelona             |
| ------- | ----------------- | ------------------------ |
|         | (0–0) Jegyzőkönyv | Messi 71' 83' (11-esből) |

| Emirates Stadion, London Játékvezető: Cüneyt Çakır (török) |

| 2016. február 23. 20:45 |

| Juventus               | 2–2               | Bayern München        |
| ---------------------- | ----------------- | --------------------- |
| Dybala 63' Sturaro 76' | (0–1) Jegyzőkönyv | Müller 43' Robben 55' |

| Juventus Stadion, Torino Játékvezető: Martin Atkinson (angol) |

| 2016. február 24. 20:45 |

| PSV Eindhoven    | 0–0         | Atlético de Madrid |
| ---------------- | ----------- | ------------------ |
| Pereiro 54′, 68′ | Jegyzőkönyv |                    |

| Philips Stadion, Eindhoven Játékvezető: Daniele Orsato (olasz) |

| 2016. február 24. 20:45 |

| Dinamo Kijiv   | 1–3               | Manchester City                |
| -------------- | ----------------- | ------------------------------ |
| Bujalszkij 59' | (0–2) Jegyzőkönyv | Agüero 15' Silva 40' Touré 90' |

| Olimpiai Stadion, Kijev Játékvezető: Antonio Mateu Lahoz (spanyol) |

### 2. mérkőzések
| 2016. március 8. 20:45 |

| VfL Wolfsburg | 1–0               | KAA Gent |
| ------------- | ----------------- | -------- |
| Schürrle 74'  | (0–0) Jegyzőkönyv |          |

| Volkswagen Arena, Wolfsburg Játékvezető: Damir Skomina (szlovén) |

| 2016. március 8. 20:45 |

| Real Madrid           | 2–0               | AS Roma |
| --------------------- | ----------------- | ------- |
| Ronaldo 64' James 68' | (0–0) Jegyzőkönyv |         |

| Santiago Bernabéu, Madrid Játékvezető: Szymon Marciniak (lengyel) |

| 2016. március 9. 18:00 |

| Zenyit   | 1–2               | Benfica                  |
| -------- | ----------------- | ------------------------ |
| Hulk 69' | (0–0) Jegyzőkönyv | Gaitán 85' Talisca 90+6' |

| Petrovszkij Stadion, Szentpétervár Játékvezető: Kassai Viktor (magyar) |

| 2016. március 9. 20:45 |

| Chelsea   | 1–2               | Paris Saint-Germain        |
| --------- | ----------------- | -------------------------- |
| Costa 27' | (1–1) Jegyzőkönyv | Rabiot 16' Ibrahimović 67' |

| Stamford Bridge, London Játékvezető: Felix Brych (német) |

| 2016. március 15. 20:45 |

| Atlético de Madrid                                           | 0–0 (h. u.) | PSV Eindhoven                                                     |
| ------------------------------------------------------------ | ----------- | ----------------------------------------------------------------- |
|                                                              | Jegyzőkönyv |                                                                   |
| Büntetőpárbaj                                                |             |                                                                   |
| Griezmann Gabi Koke Saúl Torres Giménez Filipe Luís Juanfran | 8–7         | van Ginkel Guardado Pröpper Bruma Moreno Lestienne Arias Narsingh |

| Vicente Calderón Stadion, Madrid Játékvezető: Mark Clattenburg (angol) |

| 2016. március 15. 20:45 |

| Manchester City | 0–0         | Dinamo Kijiv |
| --------------- | ----------- | ------------ |
|                 | Jegyzőkönyv |              |

| City of Manchester Stadion, Manchester Játékvezető: Ovidiu Haťegan (román) |

| 2016. március 16. 20:45 |

| FC Barcelona                    | 3–1               | Arsenal     |
| ------------------------------- | ----------------- | ----------- |
| Neymar 18' Suárez 65' Messi 88' | (1–0) Jegyzőkönyv | en-Neni 51' |

| Camp Nou, Barcelona Játékvezető: Szergej Karaszjov (orosz) |

| 2016. március 16. 20:45 |

| Bayern München                                      | 4–2 (h. u.)                 | Juventus              |
| --------------------------------------------------- | --------------------------- | --------------------- |
| Lewandowski 73' Müller 90+1' Thiago 108' Coman 110' | (0–2, 2–2, 2–2) Jegyzőkönyv | Pogba 5' Cuadrado 28' |

| Allianz Arena, München Játékvezető: Jonas Eriksson (svéd) |

## Negyeddöntők
A negyeddöntők sorsolását 2016. március 18-án tartották. Az első mérkőzéseket 2016. április 5-én és 6-án, a visszavágókat április 12-én és 13-án játszották.

| 1. csapat           | Össz.Tooltip Aggregate score | 2. csapat          | 1. mérk. | 2. mérk. |
| ------------------- | ---------------------------- | ------------------ | -------- | -------- |
| VfL Wolfsburg       | 2–3                          | Real Madrid        | 2–0      | 0–3      |
| Bayern München      | 3–2                          | Benfica            | 1–0      | 2–2      |
| FC Barcelona        | 2–3                          | Atlético de Madrid | 2–1      | 0–2      |
| Paris Saint-Germain | 2–3                          | Manchester City    | 2–2      | 0–1      |

### 1. mérkőzések
| 2016. április 5. 20:45 |

| Bayern München | 1–0               | Benfica |
| -------------- | ----------------- | ------- |
| Vidal 2'       | (1–0) Jegyzőkönyv |         |

| Allianz Arena, München Játékvezető: Szymon Marciniak (lengyel) |

| 2016. április 5. 20:45 |

| FC Barcelona   | 2–1               | Atlético de Madrid |
| -------------- | ----------------- | ------------------ |
| Suárez 63' 74' | (0–1) Jegyzőkönyv | Torres 25' 35′     |

| Camp Nou, Barcelona Játékvezető: Felix Brych (német) |

| 2016. április 6. 20:45 |

| VfL Wolfsburg            | 2–0               | Real Madrid |
| ------------------------ | ----------------- | ----------- |
| Bobál 18' (11-esből) 25' | (2–0) Jegyzőkönyv |             |

| Volkswagen Arena, Wolfsburg Játékvezető: Gianluca Rocchi (olasz) |

| 2016. április 6. 20:45 |

| Paris Saint-Germain        | 2–2               | Manchester City               |
| -------------------------- | ----------------- | ----------------------------- |
| Ibrahimović 41' Rabiot 59' | (1–1) Jegyzőkönyv | De Bruyne 38' Fernandinho 72' |

| Parc des Princes, Párizs Játékvezető: Milorad Mažić (szerb) |

### 2. mérkőzések
| 2016. április 12. 20:45 |

| Real Madrid         | 3–0               | VfL Wolfsburg |
| ------------------- | ----------------- | ------------- |
| Ronaldo 15' 17' 77' | (2–0) Jegyzőkönyv |               |

| Santiago Bernabéu, Madrid Játékvezető: Kassai Viktor (magyar) |

| 2016. április 12. 20:45 |

| Manchester City | 1–0               | Paris Saint-Germain |
| --------------- | ----------------- | ------------------- |
| De Bruyne 76'   | (0–0) Jegyzőkönyv |                     |

| City of Manchester Stadion, Manchester Játékvezető: Carlos Velasco Carballo (spanyol) |

| 2016. április 13. 20:45 |

| Benfica                 | 2–2               | Bayern München       |
| ----------------------- | ----------------- | -------------------- |
| Jiménez 27' Talisca 76' | (1–1) Jegyzőkönyv | Vidal 38' Müller 52' |

| Estádio da Luz, Lisszabon Játékvezető: Björn Kuipers (holland) |

| 2016. április 13. 20:45 |

| Atlético de Madrid           | 2–0               | FC Barcelona |
| ---------------------------- | ----------------- | ------------ |
| Griezmann 36' 88' (11-esből) | (1–0) Jegyzőkönyv |              |

| Vicente Calderón Stadion, Madrid Játékvezető: Nicola Rizzoli (olasz) |

## Elődöntők
Az elődöntők sorsolását 2016. április 15-én tartották. Az első mérkőzéseket 2016. április 26-án és 27-én, a visszavágókat május 3-án és 4-én játszották.

| 1. csapat          | Össz.Tooltip Aggregate score | 2. csapat      | 1. mérk. | 2. mérk. |
| ------------------ | ---------------------------- | -------------- | -------- | -------- |
| Manchester City    | 0–1                          | Real Madrid    | 0–0      | 0–1      |
| Atlético de Madrid | 2–2 (i.g.)                   | Bayern München | 1–0      | 1–2      |

### 1. mérkőzések
| 2016. április 26. 20:45 |

| Manchester City | 0–0         | Real Madrid |
| --------------- | ----------- | ----------- |
|                 | Jegyzőkönyv |             |

| City of Manchester Stadion, Manchester Játékvezető: Cüneyt Çakır (török) |

| 2016. április 27. 20:45 |

| Atlético de Madrid | 1–0               | Bayern München |
| ------------------ | ----------------- | -------------- |
| Ñíguez 11'         | (1–0) Jegyzőkönyv |                |

| Vicente Calderón Stadion, Madrid Játékvezető: Mark Clattenburg (angol) |

### 2. mérkőzések
| 2016. május 3. 20:45 |

| Bayern München             | 2–1               | Atlético de Madrid |
| -------------------------- | ----------------- | ------------------ |
| Alonso 31' Lewandowski 74' | (1–0) Jegyzőkönyv | Griezmann 54'      |

| Allianz Arena, München Játékvezető: Cüneyt Çakır (török) |

| 2016. május 4. 20:45 |

| Real Madrid          | 1–0               | Manchester City |
| -------------------- | ----------------- | --------------- |
| Fernando 20' (öngól) | (1–0) Jegyzőkönyv |                 |

| Santiago Bernabéu, Madrid Játékvezető: Damir Skomina (szlovén) |

## Döntő
| 2016. május 28. 20:45 (CEST) |

| Real Madrid                        | 1–1 (h. u.)                 | Atlético de Madrid           |
| ---------------------------------- | --------------------------- | ---------------------------- |
| Ramos 15'                          | (1–0, 1–1, 1–1) Jegyzőkönyv | Carrasco 79'                 |
| Büntetőpárbaj                      |                             |                              |
| Vázquez Marcelo Bale Ramos Ronaldo | 5–3                         | Griezmann Gabi Saúl Juanfran |

| San Siro, Milánó Nézőszám: 71 942 Játékvezető: Mark Clattenburg (angol) |